# 国道24号

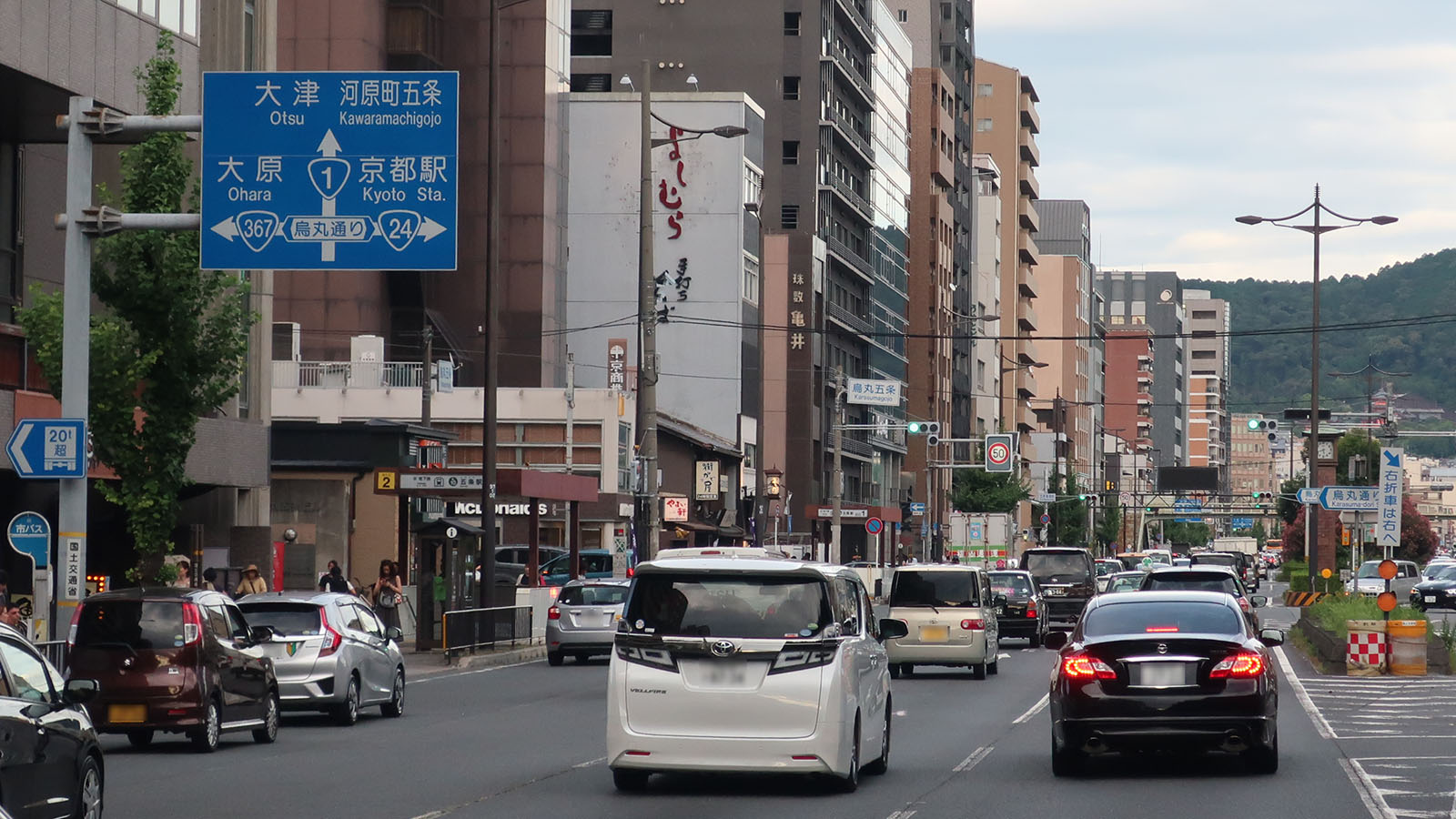
国道24号 起点
京都府京都市下京区
烏丸五条交差点

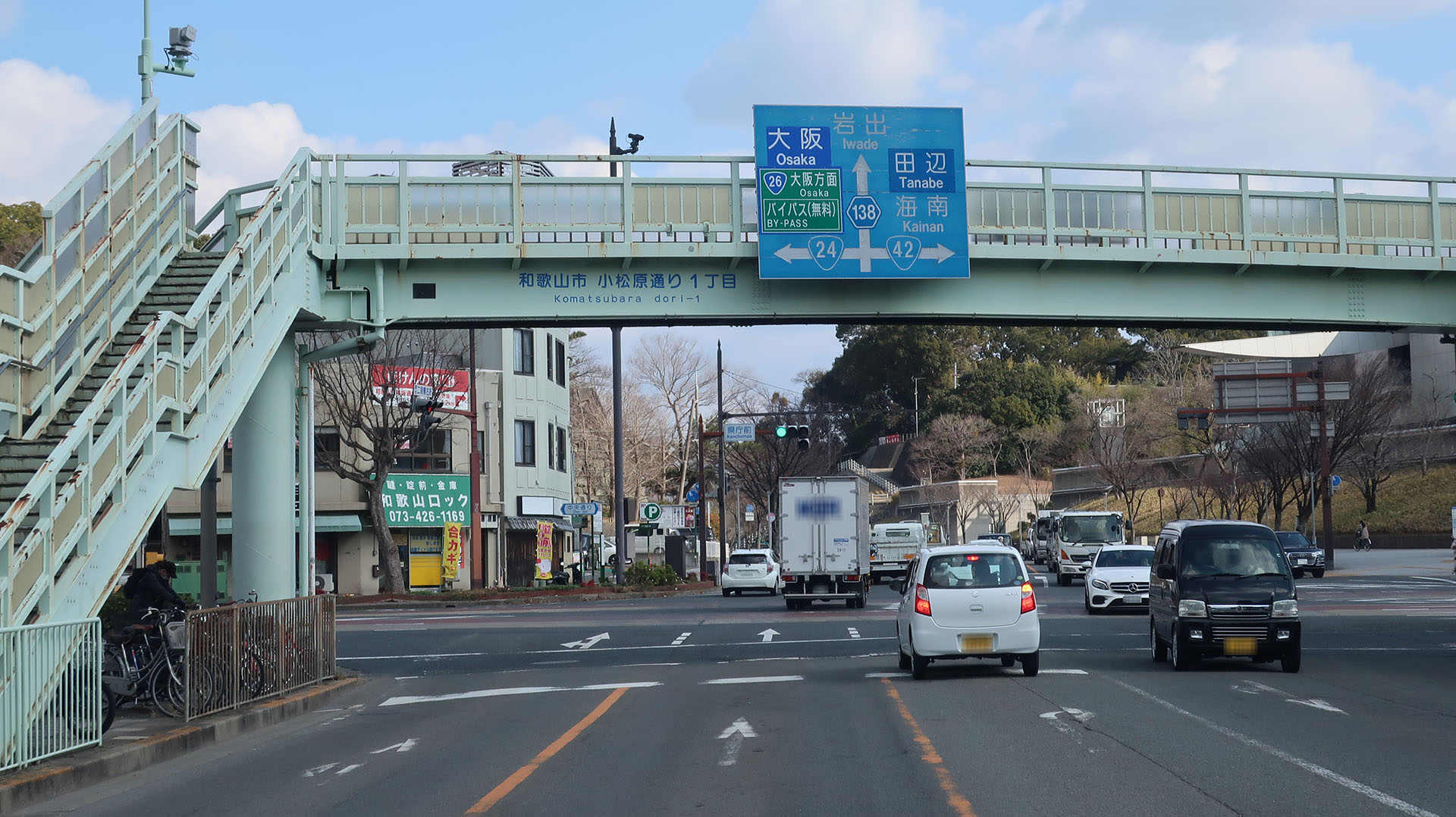
国道24号 終点
和歌山県和歌山市 県庁前交差点

国道24号（こくどう24ごう）は、京都府京都市下京区から奈良県奈良市を経て、和歌山県和歌山市に至る一般国道である。

## 概要

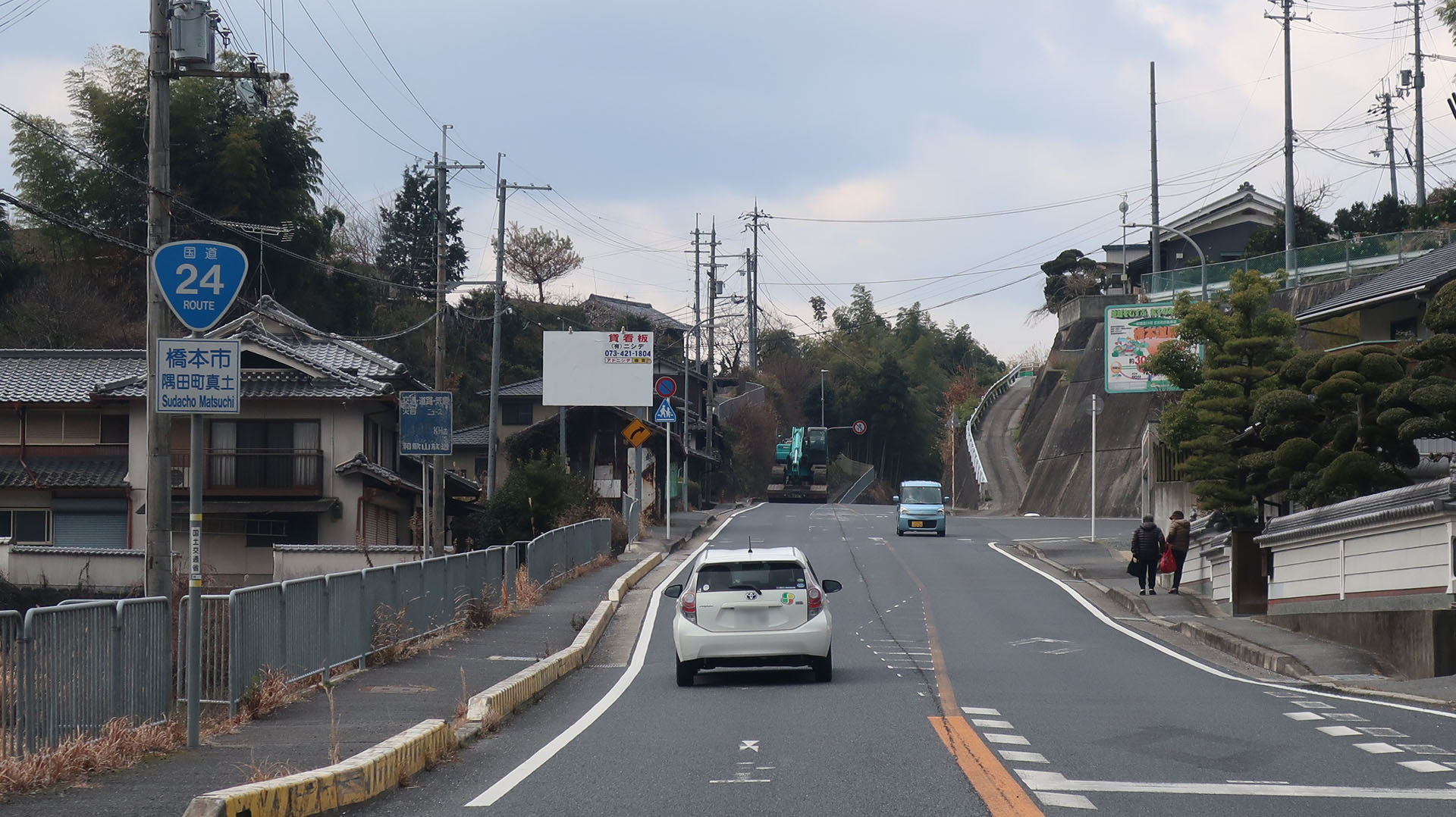
和歌山県橋本市隅田町
2020年2月撮影

府県庁所在地である京都市、奈良市、和歌山市を結ぶ延長約236 キロメートル (km) の一般国道の路線で、起点の京都市下京区の国道1号分岐（烏丸五条交差点）から南下して奈良盆地、和歌山平野に沿って西に向かい、和歌山県庁前の県庁前交差点に至る。主な通過地は、京都府宇治市、城陽市、木津川市、奈良県奈良市、大和郡山市、橿原市、葛城市、御所市、五條市、和歌山県橋本市、紀の川市、岩出市である。
関西圏では国道171号や国道176号（三田市以南）とともに渋滞酷道と呼ばれるほど渋滞が慢性的である。この渋滞を解消すべく、バイパスの京奈和自動車道が建設されてきた。

### 路線データ
一般国道の路線を指定する政令 に基づく起終点および重要な経過地は次のとおり。
- 起点：京都市（下京区、烏丸五条交差点 = 国道1号交点、国道8号終点、国道9号・国道367号起点）
- 終点：和歌山市（県庁前交差点 = 国道26号・国道42号終点）
- 重要な経過地：宇治市、京都府久世郡久御山町、城陽市、同府綴喜郡田辺町[注釈 2]、同府相楽郡山城町[注釈 3]、同郡精華町、同郡木津町[注釈 3]、奈良市、大和郡山市、天理市、橿原市、大和高田市、奈良県北葛城郡新庄町[注釈 4]、御所市、五條市、橋本市、和歌山県伊都郡かつらぎ町、同県那賀郡那賀町[注釈 5]、同郡打田町[注釈 5]
- 総延長 : 235.6 km（京都府 43.9 km、京都市 10.6 km、奈良県 88.0 km、和歌山県 93.1 km）[2][注釈 6]
- 重用延長 : なし[2][注釈 6]
- 未供用延長 : なし[2][注釈 6]
- 実延長 : 235.6 km（京都府 43.9 km、京都市 10.6 km、奈良県 88.0 km、和歌山県 93.1 km）[2][注釈 6]
  - 現道 : 157.7 km（京都府 43.9 km、京都市 10.7 km、奈良県 52.6 km、和歌山県 50.6 km）[2][注釈 6]
  - 旧道 : なし[2][注釈 6]
  - 新道 : 77.9 km（京都府 - km、京都市 - km、奈良県 35.4 km、和歌山県 42.5 km）[2][注釈 6]
- 指定区間：京都市下京区烏丸通五條下る大阪町371番2 - 和歌山市小松原通一丁目2番（全線）[3]

## 歴史
国道24号は、京都と奈良という2つの都を結ぶ、歴史的に見れば重要な路線であるが、1885年（明治18年）の内務省告示第6号「國道表」公布時には国道に指定されなかった。

### 年表
- 1887年（明治20年）11月28日に国道49号「東京より奈良県に達する路線」が追加指定された。この路線は国道2号（現1号）から京都府宇治郡山科村で分岐して奈良市に至るもので、今日の国道24号の原形ではあるが、京都中心部は経由していない。
- 1920年（大正9年）施行の旧道路法に基づく路線認定では、旧49号が国道15号「東京市より奈良県庁所在地に達する路線」となった。この際、京都市中心部を経由するようにルートが変更されており、京都と奈良を直接結ぶ現在の国道24号のルートとなった。
- 1929年（昭和4年） - 奈良県議会で国道15号の和歌山への延伸が求められ、それを受けて1930年（昭和5年）11月18日、県道奈良和歌山線・八木高田線・高田御所線・御所五条線が国道15号に編入されて京都 - 和歌山間の路線となる。
- 1952年（昭和27年）12月4日 - 新道路法に基づく路線指定で、旧15号が一級国道24号（京都府京都市 - 和歌山県和歌山市）として指定。
- 1965年（昭和40年）4月1日 - 道路法改正によって一級・二級の別がなくなり一般国道24号となる。
- 1972年（昭和47年）2月 - 伏見バイパス開通。
- 1973年（昭和48年）4月1日 - 大久保バイパスが一部区間開通（宇治市大久保田原交差点 - 城陽市城陽新池交差点間）。
- 1975年（昭和50年）3月 - 新観月橋完成。
- 1977年（昭和52年）5月16日 - 奈良バイパス（相楽郡木津町市坂 - 大和郡山市発志院町）が暫定2車線で供用開始[4]。
- 1988年（昭和63年）8月29日 - 大久保バイパスが全線開通。
- 1989年（平成1年）4月1日 - 宇治市槇島町十一交差点（京滋バイパス交差点）から城陽市城陽新池交差点までが京都府道300号（現・京都府道69号城陽宇治線）となる。
- 2001年（平成13年）2月20日 - 大久保田原交差点の立体交差開通。
- 2005年（平成17年）4月1日 - 橿原市 - 大和高田市のルートが大和高田バイパス経由に経路変更。
- 2009年（平成21年）9月28日 - 八条坊門立体交差（京都市塩小路通から八条通間のJR高架下区間）が、2車線から4車線に拡幅。併せて2.1 mの高さ制限も解除。
- 2020年（令和2年）1月19日 - 花山交差点の水道管漏水を同日夜から22日未明にかけて修繕工事。

### 旧道
- 師団街道
- 京都府道69号城陽宇治線
- 京都府道・奈良県道754号木津横田線
- 三条通り
- 和歌山県道14号和歌山打田線
- 妹背橋周辺（かつらぎ町、一部は国道480号）
- 笠田駅付近 - かつらぎ町役場前（現道の北側）

## 路線状況

### 通称

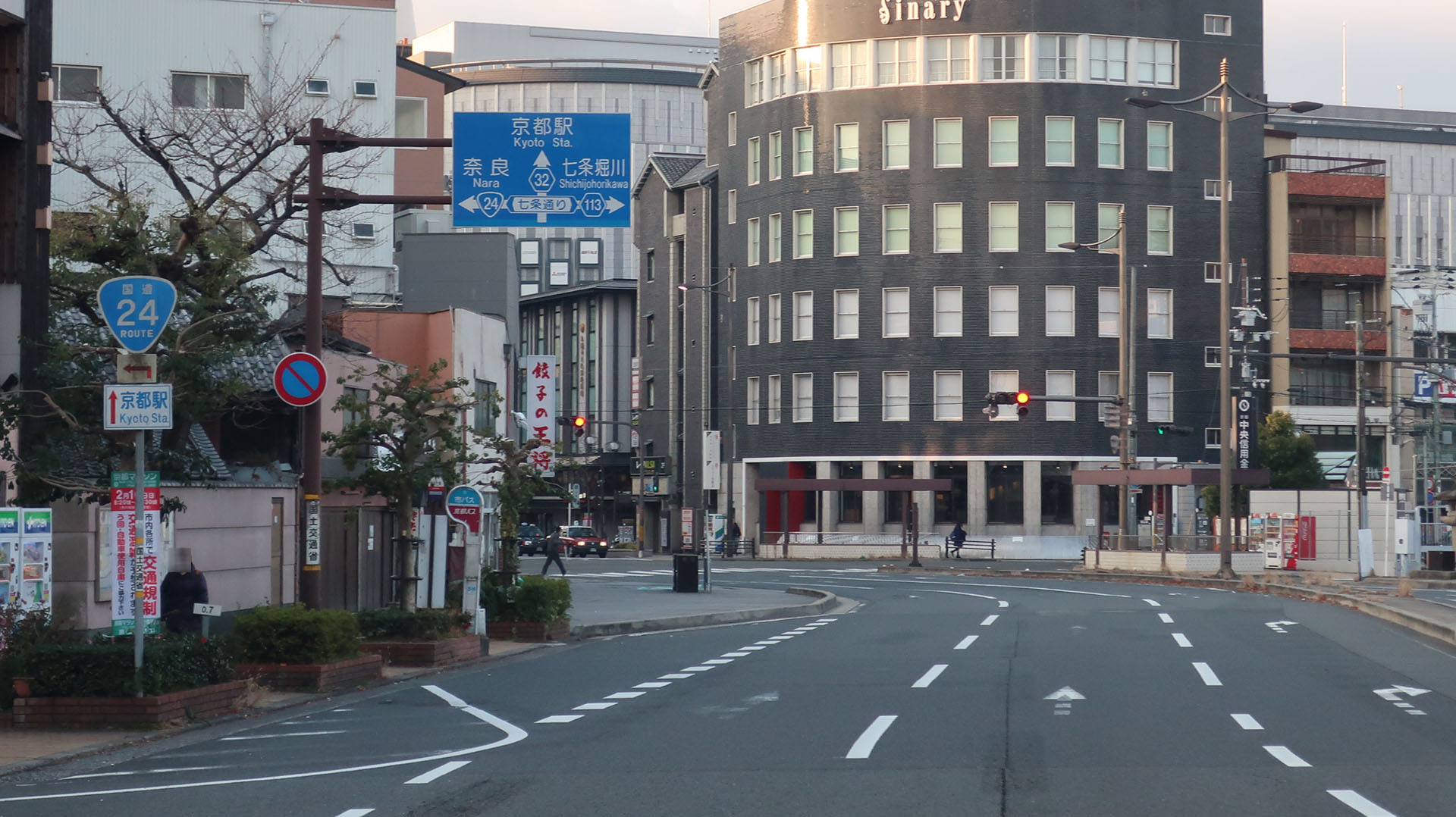
烏丸通（京都駅付近）
京都府京都市下京区橘町

- 烏丸通（京都府）
- 七条通（京都府）
- 河原町通（京都府）
- 十条通（京都府）
- 竹田街道（京都府）
- 奈良街道（京都府）
- 中街道（奈良県）
- 下街道（奈良県）
- 大和街道（和歌山県）

### バイパス

#### 高規格幹線道路
大臣指定高規格幹線道路（B路線）
- 京奈和自動車道（京都府 - 和歌山県）
  - 京奈北道路（京都府） - 計画中
  - 京奈道路（京都府）（一般有料道路）
  - 大和北道路（奈良県）（一般有料道路） - 事業中
  - 大和御所道路（奈良県） - 事業中
  - 五條道路（奈良県）
  - 橋本道路（和歌山県）
  - 紀北東道路（和歌山県）
  - 紀北西道路（和歌山県）

#### 一般道路
- 伏見バイパス（京都府）
- 大久保バイパス（京都府）

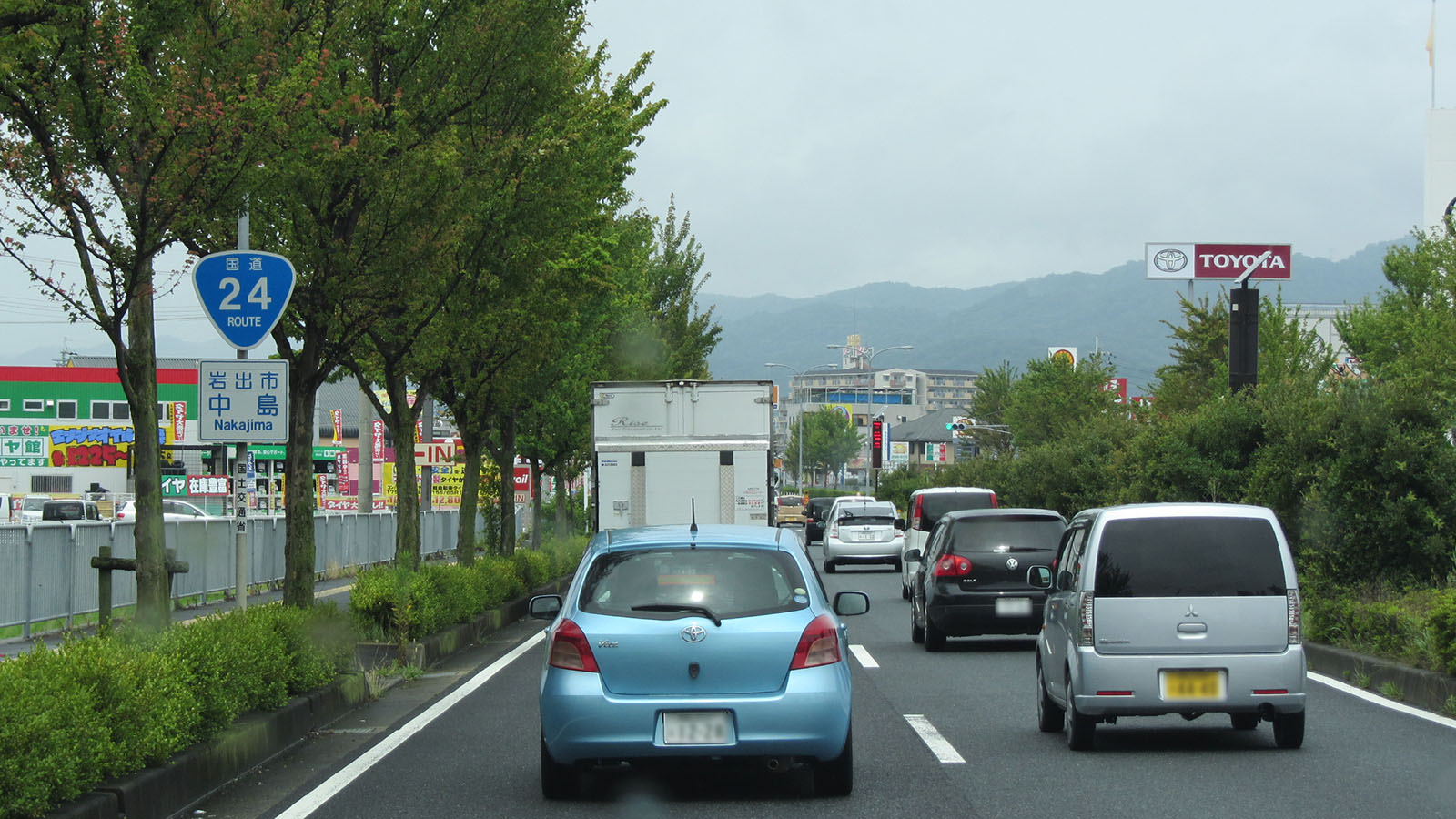
和歌山バイパス
和歌山県岩出市中島

- 城陽井手木津川バイパス（京都府） - 事業中
- 奈良バイパス（奈良県）
- 橿原バイパス（奈良県）
- 大和高田バイパス（奈良県）
- 岩出バイパス（和歌山県）
- 和歌山バイパス（和歌山県）

### 重複区間

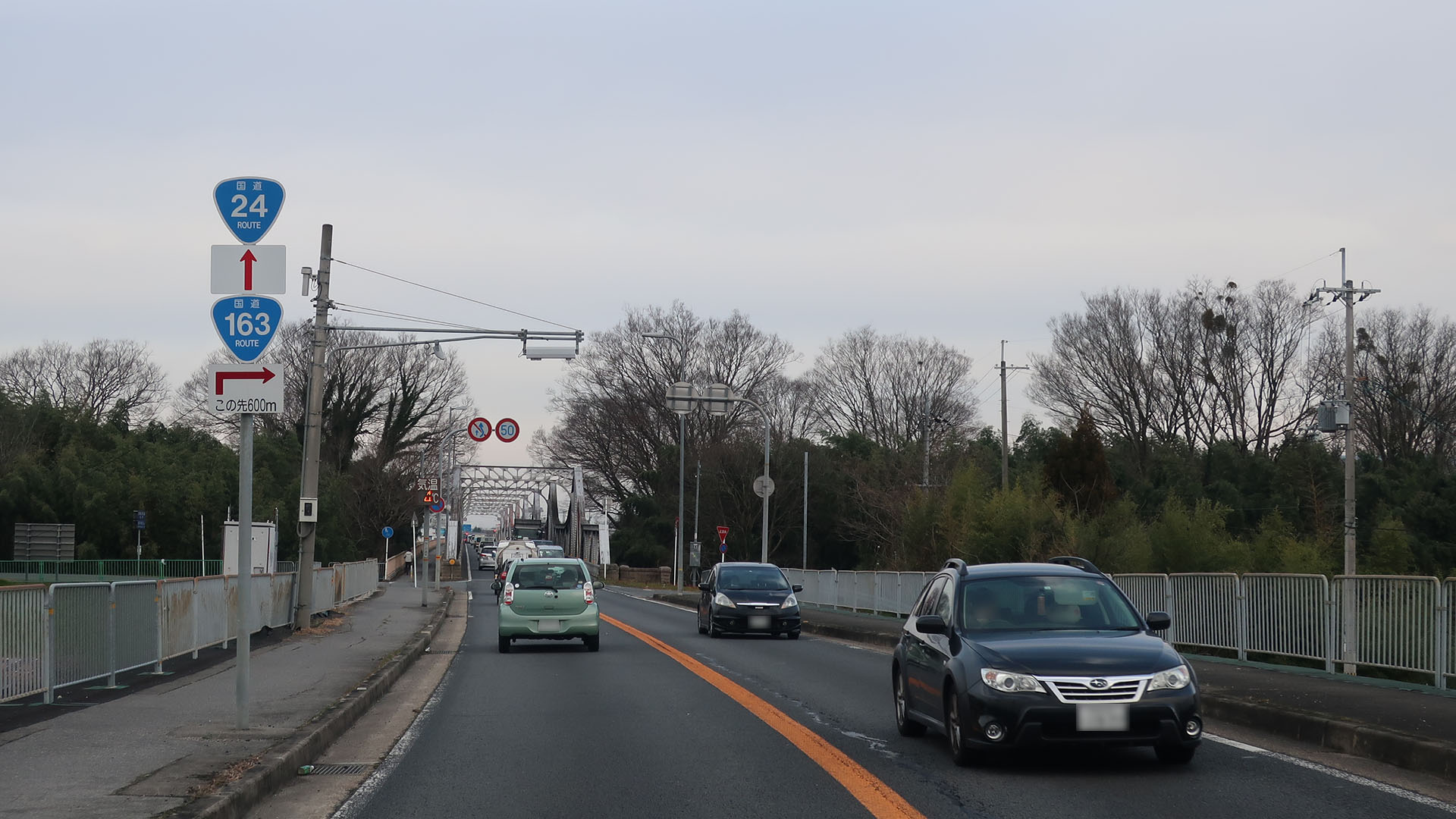
国道163号との重複
京都府木津川市木津雲村

- 国道163号（京都府木津川市山城町上狛四丁町・上狛四丁町交差点 - 木津川市木津大谷・大谷交差点）
- 国道25号（奈良県大和郡山市・横田町交差点 - 天理市・嘉幡町交差点）
- 国道169号（奈良県橿原市八木町・橿原郵便局前交差点） - 橿原市兵部町・兵部町交差点）
- 国道165号・国道166号（奈良県橿原市八木町・橿原郵便局前交差点 - 橿原市四条町・四条西交差点）
- 国道168号（奈良県大和高田市・東室ランプ - 五條市・本陣交差点）
- 国道370号（奈良県五條市・三在交差点 - 和歌山県橋本市・橋本1丁目交差点）
- 国道480号（和歌山県伊都郡かつらぎ町・笠田東交差点 - 和歌山県紀の川市・穴伏交差点）
- 国道26号（和歌山県和歌山市・元寺町五丁目交差点 - 和歌山市・県庁前交差点（終点））

### 道路施設

#### 橋梁
- 京都府

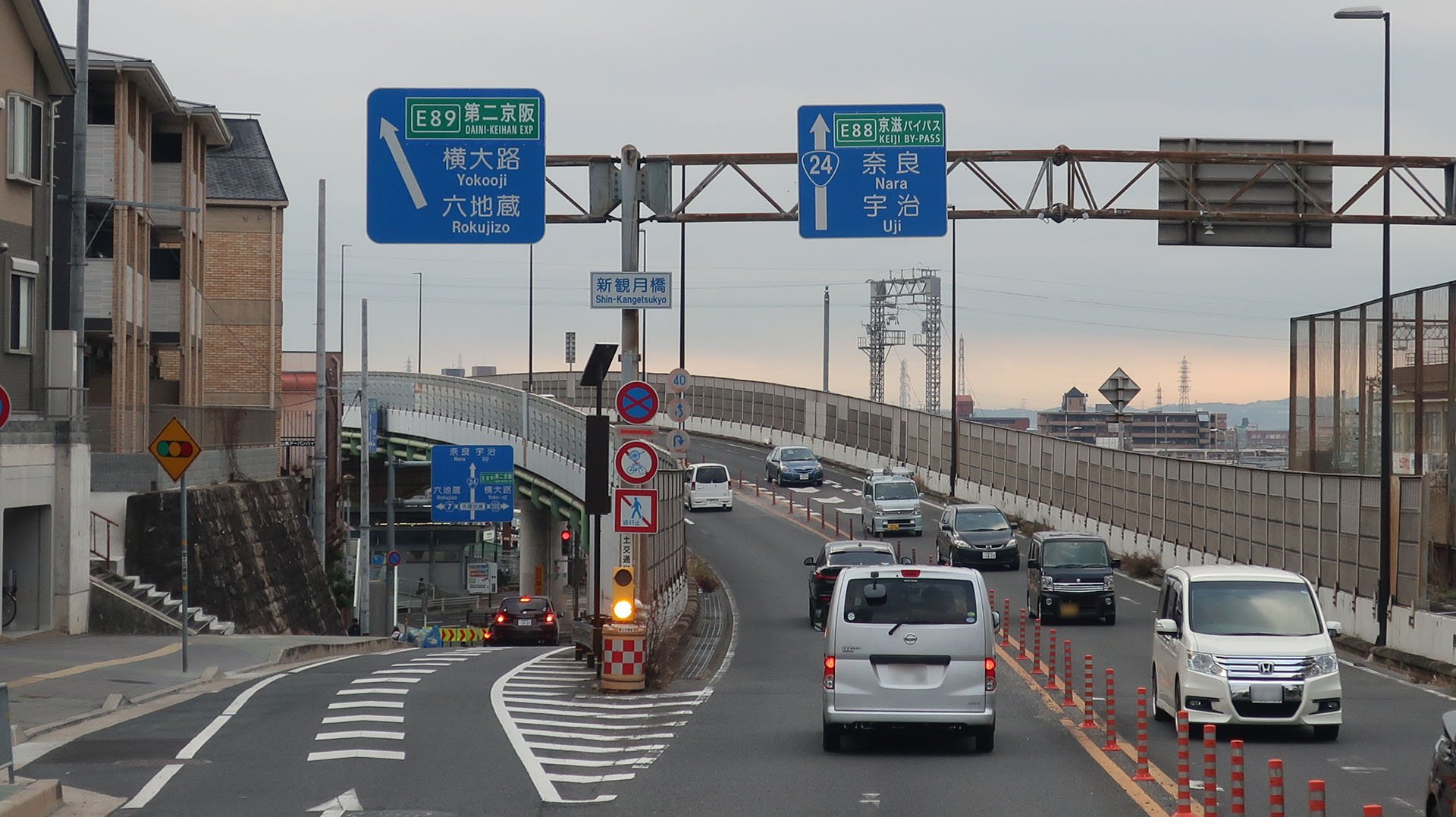
新観月橋付近
京都市伏見区桃山町

  - 観月橋・新観月橋（宇治川、京都市伏見区）
  - 泉大橋（木津川、木津川市）
- 和歌山県
  - 紀州大橋（紀ノ川、和歌山市）※和歌山バイパス

#### トンネル
- 奈良県
  - 釜窪東トンネル・釜窪西トンネル（五條市釜窪町）※京奈和自動車道区間
  - 畑田トンネル（五條市畑田町）※京奈和自動車道区間
- 和歌山県
  - 知谷トンネル（紀の川市）※京奈和自動車道区間
  - 春日山城トンネル（紀の川市）※京奈和自動車道区間
  - 根来トンネル（紀の川市 - 岩出市）※京奈和自動車道区間

#### 道の駅
- 奈良県
  - レスティ 唐古・鍵（磯城郡田原本町）
- 和歌山県
  - 紀の川万葉の里（伊都郡かつらぎ町）

#### 道路情報ラジオ
- 横田（奈良県大和郡山市）

### 交通量
（右の「表示」を押す）

## 地理

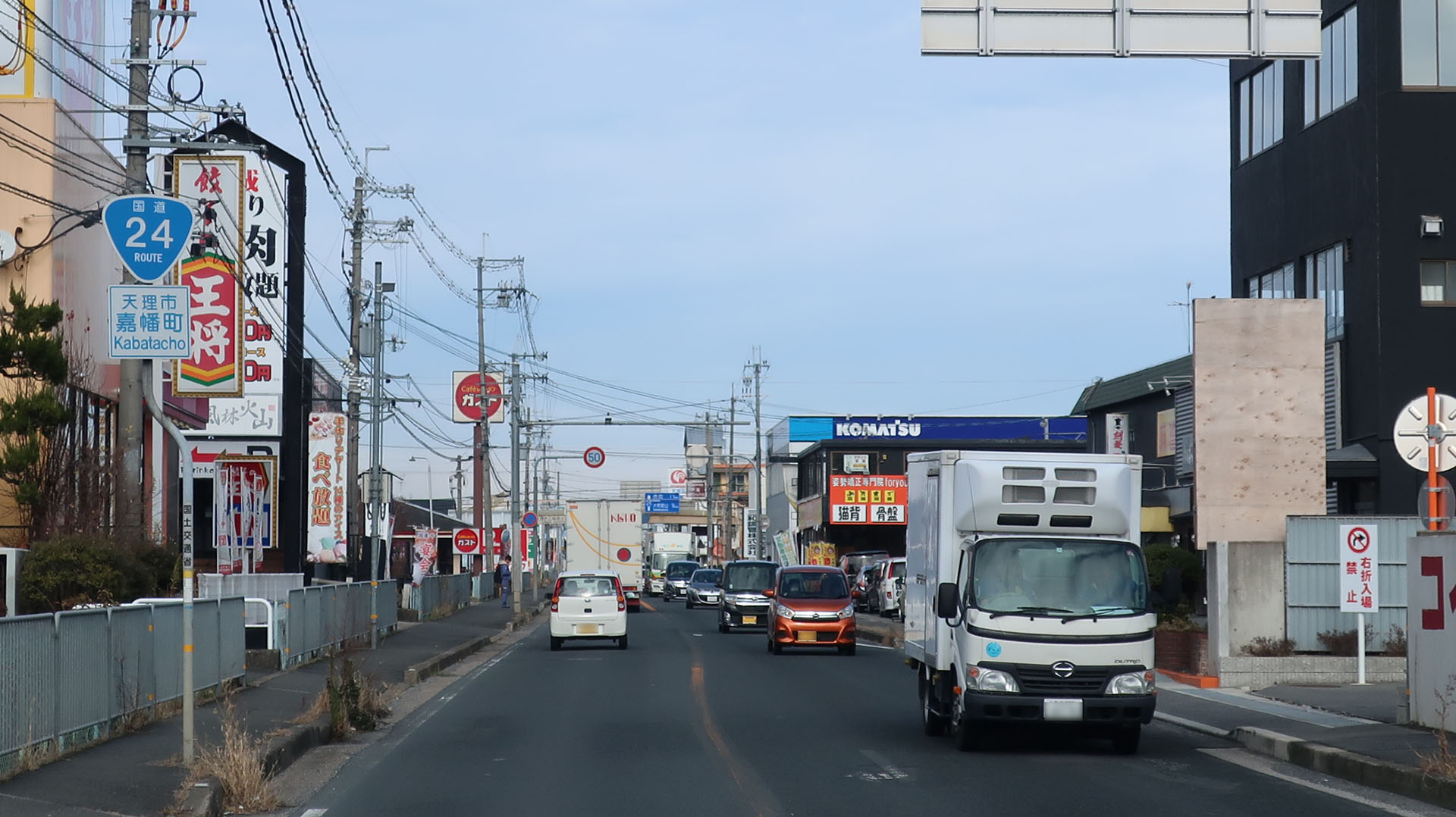
奈良県天理市嘉幡町
2020年1月撮影

### 通過する自治体
- 京都府
  - 京都市（下京区 - 南区 - 伏見区） - 宇治市 - 久世郡久御山町 - 城陽市 - 綴喜郡井手町 - 木津川市
- 奈良県
  - 奈良市 - 大和郡山市 - 天理市 - 磯城郡田原本町 - 橿原市 - 大和高田市 - 葛城市 - 御所市 - 五條市
- 和歌山県
  - 橋本市 - 伊都郡かつらぎ町 - 紀の川市 - 岩出市 - 和歌山市

### 交差する道路
※バイパスのうち、京奈和自動車道・橿原バイパスについては、当該記事を参照。
| 交差する道路                                                                      | 交差する場所 | 交差する場所 | 交差する場所 | 交差する場所    | 備考                      |
| --------------------------------------------------------------------------------- | ------------ | ------------ | ------------ | --------------- | ------------------------- |
| 国道1号〈五条通〉 国道8号〈五条通〉 国道9号〈五条通〉 国道367号〈烏丸通〉         | 京都府       | 京都市       | 下京区       | 烏丸五条        |                           |
| 京都府道32号下鴨京都停車場線〈烏丸通〉                                            | 京都府       | 京都市       | 下京区       | 烏丸七条        |                           |
| 京都府道32号下鴨京都停車場線〈河原町通〉                                          | 京都府       | 京都市       | 下京区       | 七条河原町      |                           |
| 京都府道143号四ノ宮四ツ塚線〈九条通〉                                             | 京都府       | 京都市       | 南区         | 九条河原町      |                           |
| 京都府道115号伏見港京都停車場線〈竹田街道〉 京都市道181号京都環状線〈十条通〉     | 京都府       | 京都市       | 南区         | 竹田街道十条    |                           |
| 京都府道201号中山稲荷線                                                           | 京都府       | 京都市       | 伏見区       | 竹田久保町      |                           |
| 京都府道68号南インター竹田線                                                      | 京都府       | 京都市       | 伏見区       | （深草西浦町）  |                           |
| 京都府道115号伏見港京都停車場線〈竹田街道〉                                       | 京都府       | 京都市       | 伏見区       | 深草加賀屋敷町  |                           |
| 滋賀県道・京都府道35号大津淀線〈京町通〉                                          | 京都府       | 京都市       | 伏見区       | （鑓屋町）      |                           |
| 京都府道・大阪府道79号伏見柳谷高槻線〈大手筋通〉                                  | 京都府       | 京都市       | 伏見区       | 御香宮前        |                           |
| 京都府道7号京都宇治線〈京都外環状線〉 京都市道188号観月橋横大路線〈京都外環状線〉 | 京都府       | 京都市       | 伏見区       | 観月橋北詰      |                           |
| 国道1号〈京滋バイパス〉宇治西IC 京都府道69号城陽宇治線                            | 京都府       | 宇治市       | 宇治市       | （槇島町）      |                           |
| 国道1号〈京滋バイパス〉巨椋IC                                                     | 京都府       | 久世郡       | 久御山町     | （市田）        |                           |
| 京都府道81号八幡宇治線                                                            | 京都府       | 宇治市       | 宇治市       | 宇治安田        |                           |
| 京都府道15号宇治淀線                                                              | 京都府       | 久世郡       | 久御山町     | 大久保田原      |                           |
| 京奈和自動車道城陽IC                                                              | 京都府       | 城陽市       | 城陽市       | （寺田）        |                           |
| 京都府道69号城陽宇治線                                                            | 京都府       | 城陽市       | 城陽市       | 城陽新池        |                           |
| 京都府道70号上狛城陽線                                                            | 京都府       | 城陽市       | 城陽市       | （長池）        |                           |
| 国道307号                                                                         | 京都府       | 城陽市       | 城陽市       | 山城大橋東詰    |                           |
| 奈良県道・京都府道65号生駒井手線                                                  | 京都府       | 綴喜郡       | 井手町       | （井手）        |                           |
| 大阪府道・京都府道71号枚方山城線                                                  | 京都府       | 木津川市     | 木津川市     | 開橋            |                           |
| 京都府道70号上狛城陽線                                                            | 京都府       | 木津川市     | 木津川市     | 上狛            |                           |
| 国道163号                                                                         | 京都府       | 木津川市     | 木津川市     | 上狛四丁町      |                           |
| 奈良県道・京都府道47号天理加茂木津線                                              | 京都府       | 木津川市     | 木津川市     | 木津            |                           |
| 国道163号                                                                         | 京都府       | 木津川市     | 木津川市     | 大谷            |                           |
| 京奈和自動車道木津IC                                                              | 京都府       | 木津川市     | 木津川市     | 木津I.C         |                           |
| 奈良県道・京都府道44号奈良加茂線                                                  | 奈良県       | 奈良市       | 奈良市       | 法華寺町東      |                           |
| 国道369号〈大宮通り〉 奈良県道1号奈良生駒線〈阪奈道路〉                           | 奈良県       | 奈良市       | 奈良市       | 二条大路南1丁目 |                           |
| 国道308号 奈良県道1号奈良生駒線〈三条通り〉                                       | 奈良県       | 奈良市       | 奈良市       | 三条大路2丁目   |                           |
| 奈良県道41号奈良大和郡山線                                                        | 奈良県       | 奈良市       | 奈良市       | 杏町            |                           |
| 国道25号                                                                          | 奈良県       | 天理市       | 天理市       | 嘉幡町          |                           |
| 奈良県道36号天理王寺線                                                            | 奈良県       | 天理市       | 天理市       | 庵治町          |                           |
| 奈良県道50号大和高田桜井線                                                        | 奈良県       | 磯城郡       | 田原本町     | 阪手            |                           |
| 奈良県道14号桜井田原本王寺線                                                      | 奈良県       | 磯城郡       | 田原本町     | 千代北          |                           |
| 奈良県道50号大和高田桜井線                                                        | 奈良県       | 磯城郡       | 田原本町     | 千代南          |                           |
| 国道165号                                                                         | 奈良県       | 橿原市       | 橿原市       | 橿原郵便局前    |                           |
| 国道169号                                                                         | 奈良県       | 橿原市       | 橿原市       | 兵部町          |                           |
| 国道165号〈四条道路〉 国道166号                                                   | 奈良県       | 橿原市       | 橿原市       | 四条町          |                           |
| 奈良県道35号橿原高取線                                                            | 奈良県       | 橿原市       | 橿原市       | 新堂ランプ      |                           |
| 国道165号〈大和高田バイパス〉 国道166号                                           | 奈良県       | 大和高田市   | 大和高田市   | 東室            |                           |
| 国道165号〈大和高田バイパス〉 国道166号                                           | 奈良県       | 葛城市       |              | 東室            |                           |
| 国道309号                                                                         | 奈良県       | 御所市       | 御所市       | 室              |                           |
| 奈良県道30号御所香芝線                                                            | 奈良県       | 御所市       | 御所市       | 東佐味          |                           |
| 国道370号                                                                         | 奈良県       | 五條市       | 五條市       | 三在            |                           |
| 奈良県道39号五條吉野線                                                            | 奈良県       | 五條市       | 五條市       | 今井町          |                           |
| 国道168号 国道310号                                                               | 奈良県       | 五條市       | 五條市       | 本陣            |                           |
| 国道370号                                                                         | 和歌山県     | 橋本市       | 橋本市       | 橋本一丁目      |                           |
| 国道371号                                                                         | 和歌山県     | 橋本市       | 橋本市       | 市脇            |                           |
| 和歌山県道4号高野口野上線                                                         | 和歌山県     | 橋本市       | 橋本市       | 名倉東          |                           |
| 和歌山県道61号堺かつらぎ線                                                        | 和歌山県     | 伊都郡       | かつらぎ町   | 妙寺東          |                           |
| 国道480号                                                                         | 和歌山県     | 伊都郡       | かつらぎ町   | (笠田東)        |                           |
| 国道480号                                                                         | 和歌山県     | 紀の川市     | 紀の川市     | 穴伏            |                           |
| 和歌山県道7号粉河加太線                                                           | 和歌山県     | 紀の川市     | 紀の川市     | 粉河            |                           |
| 和歌山県道14号和歌山打田線                                                        | 和歌山県     | 紀の川市     | 紀の川市     | 黒土            |                           |
| 大阪府道・和歌山県道62号泉佐野打田線                                              | 和歌山県     | 紀の川市     | 紀の川市     | 烏子川橋東詰    |                           |
| 大阪府道・和歌山県道63号泉佐野岩出線                                              | 和歌山県     | 岩出市       | 岩出市       | 備前            |                           |
| 和歌山県道・大阪府道64号和歌山貝塚線                                              | 和歌山県     | 和歌山市     | 和歌山市     | 山口            |                           |
| 和歌山県道・大阪府道64号64号和歌山貝塚線                                          | 和歌山県     | 和歌山市     | 和歌山市     | 里              |                           |
| 和歌山県道・大阪府道64号64号和歌山貝塚線                                          | 和歌山県     | 和歌山市     | 和歌山市     | 川辺東第一      |                           |
| 和歌山県道・大阪府道64号64号和歌山貝塚線                                          | 和歌山県     | 和歌山市     | 和歌山市     | 川辺            |                           |
| 阪和自動車道和歌山IC                                                              | 和歌山県     | 和歌山市     | 和歌山市     | （栗栖）        | ※〈和歌山バイパス〉交差点 |
| 国道26号〈和歌山北バイパス〉                                                      | 和歌山県     | 和歌山市     | 和歌山市     | 元寺町五丁目    |                           |
| 和歌山県道15号新和歌浦梅原線                                                      | 和歌山県     | 和歌山市     | 和歌山市     | 宇治            |                           |
| 和歌山県道・大阪府道752号和歌山阪南線 和歌山県道17号和歌山停車場線                | 和歌山県     | 和歌山市     | 和歌山市     | 西汀丁          |                           |
| 国道42号 和歌山県道16号和歌山港線                                                 | 和歌山県     | 和歌山市     | 和歌山市     | 県庁前          |                           |

※ 交差する場所の括弧書きは地名、それ以外は交差点名で表示
※上図は2010年3月9日時点のデータ

## 接続路線図

### 主な峠
- 奈良県
  - 風の森峠（標高210 m、御所市）

## ギャラリー

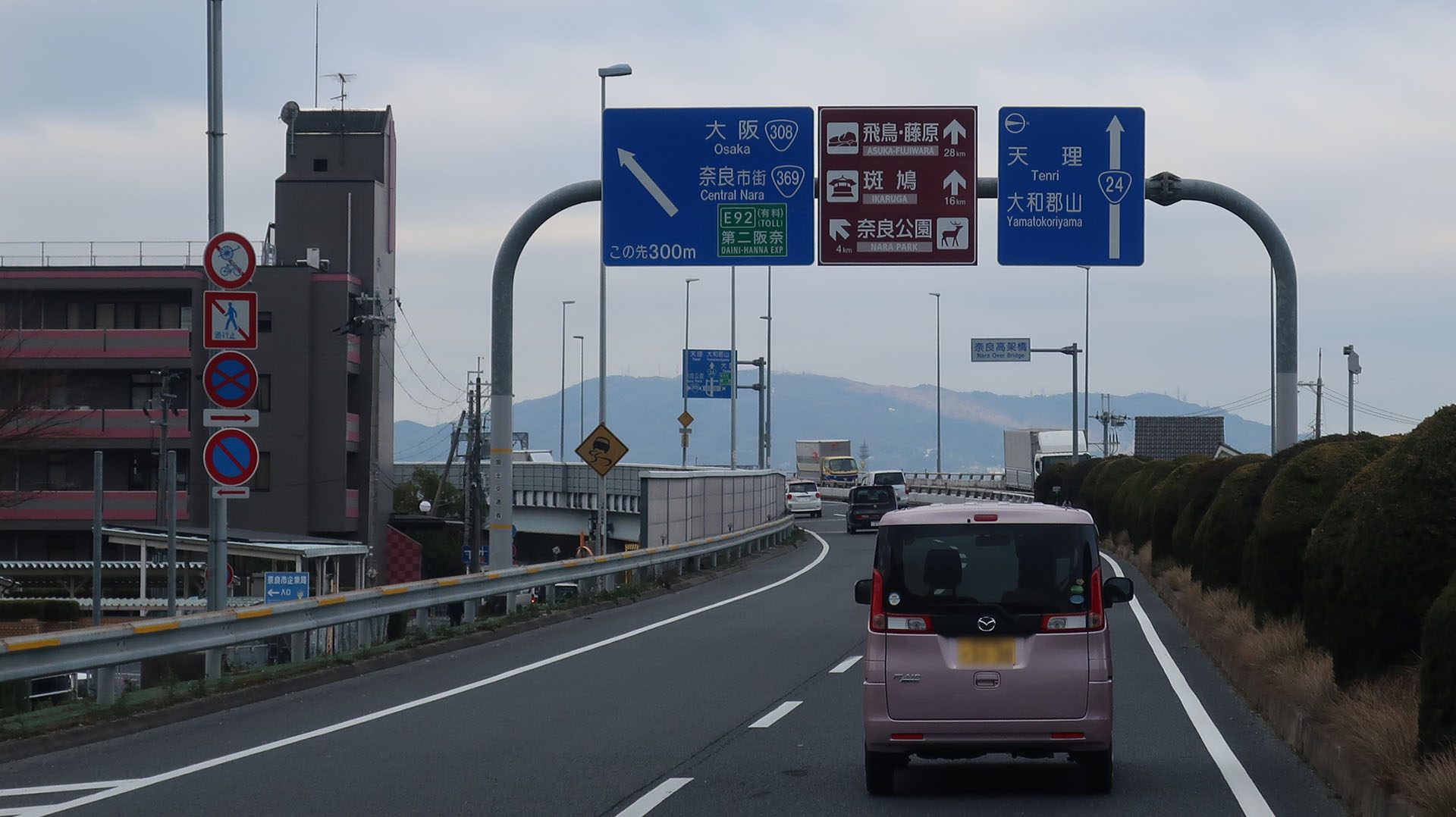
国道308号と 国道369号との分岐 奈良県奈良市法華寺町
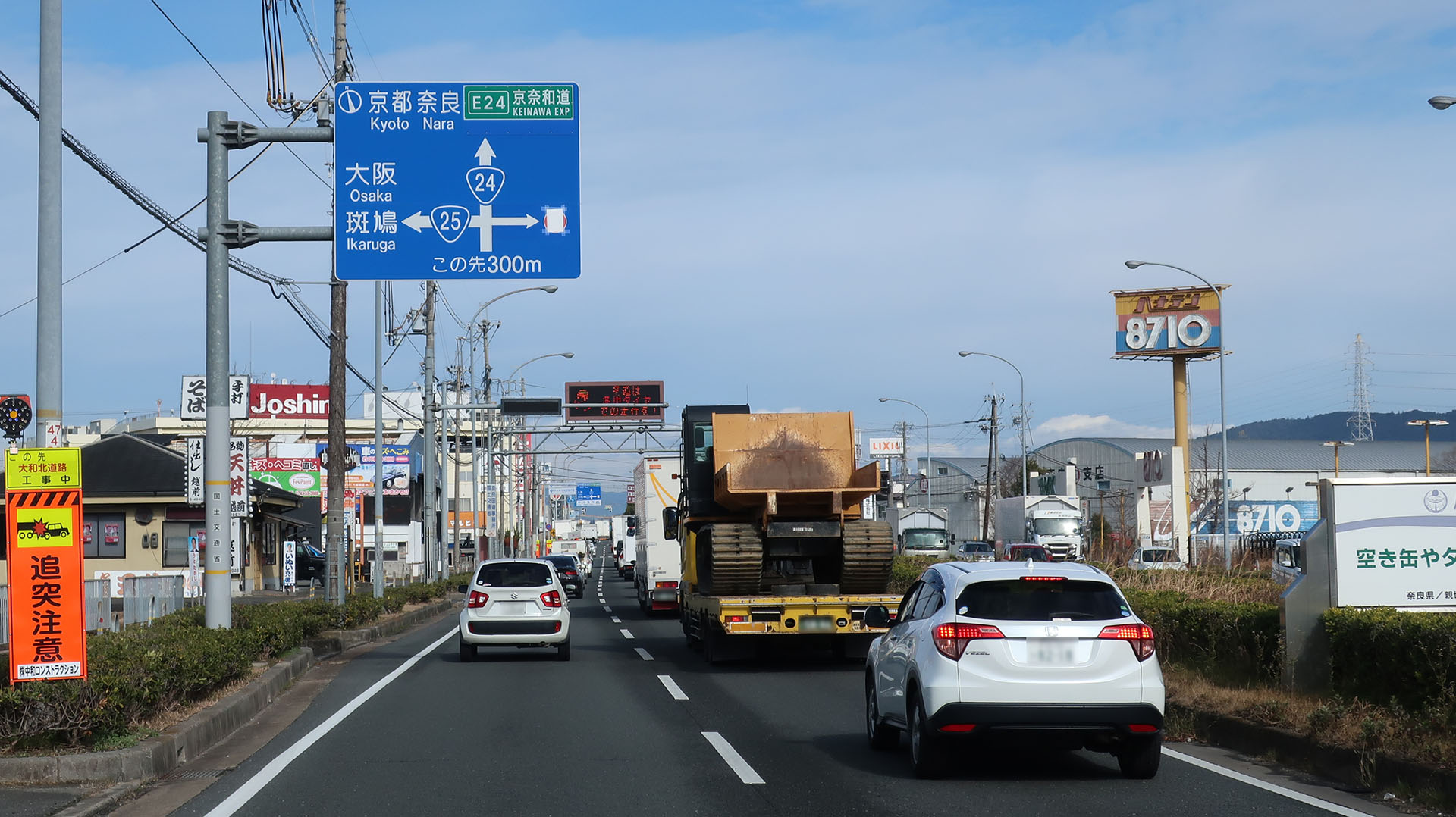
国道25号との分岐付近 奈良県大和郡山市横田町
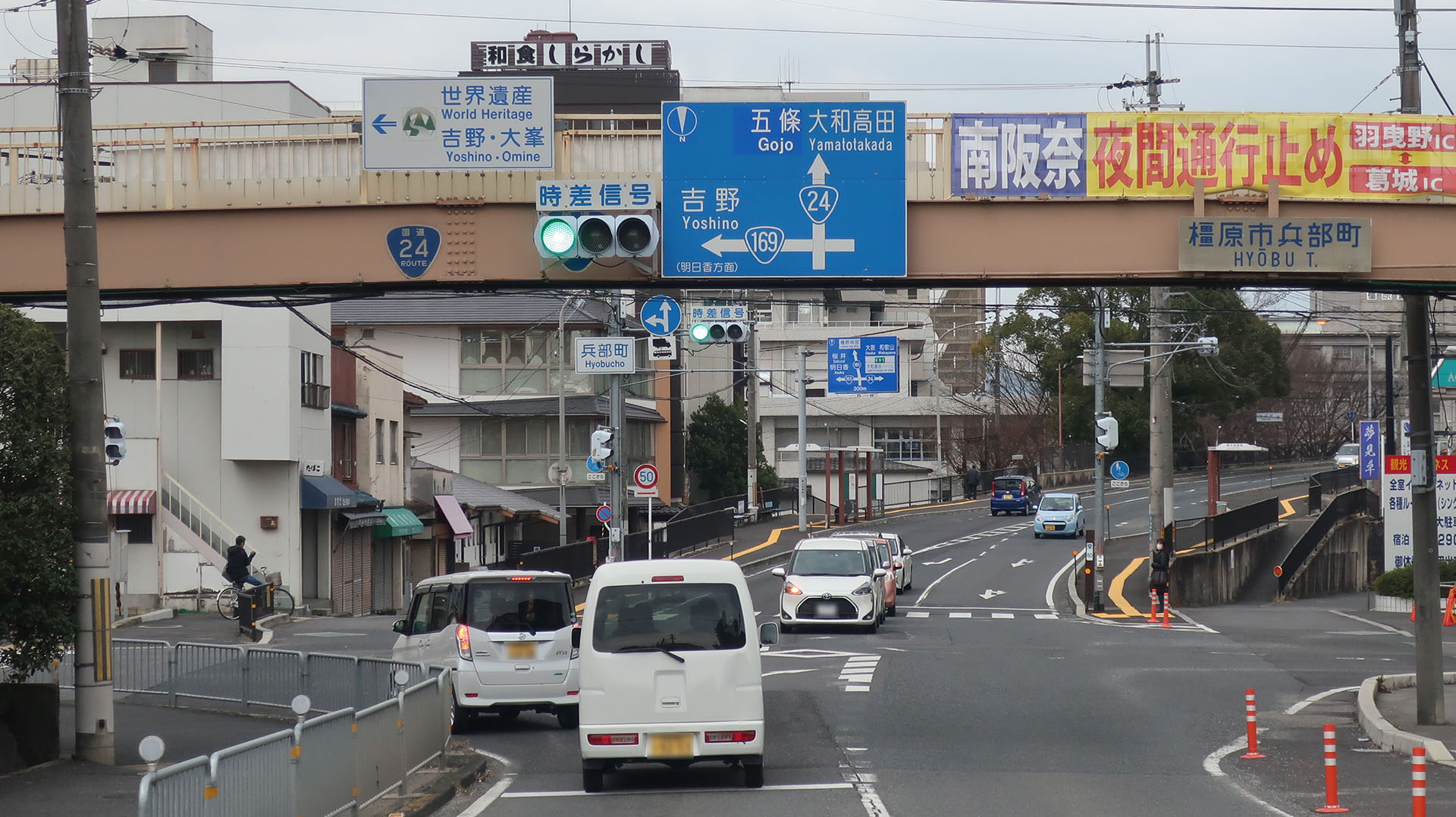
国道169号との分岐 奈良県橿原市兵部町
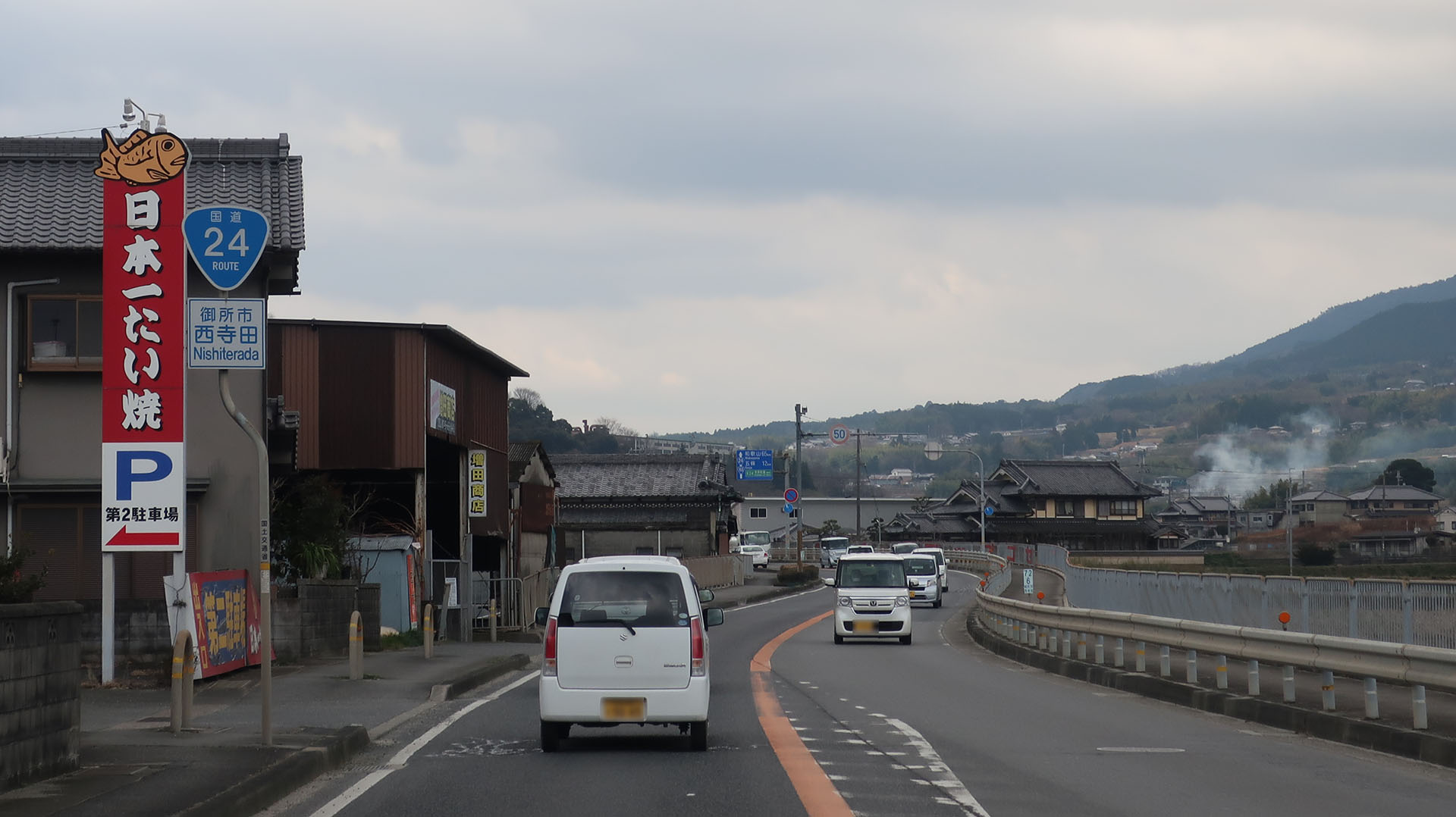
奈良県御所市室
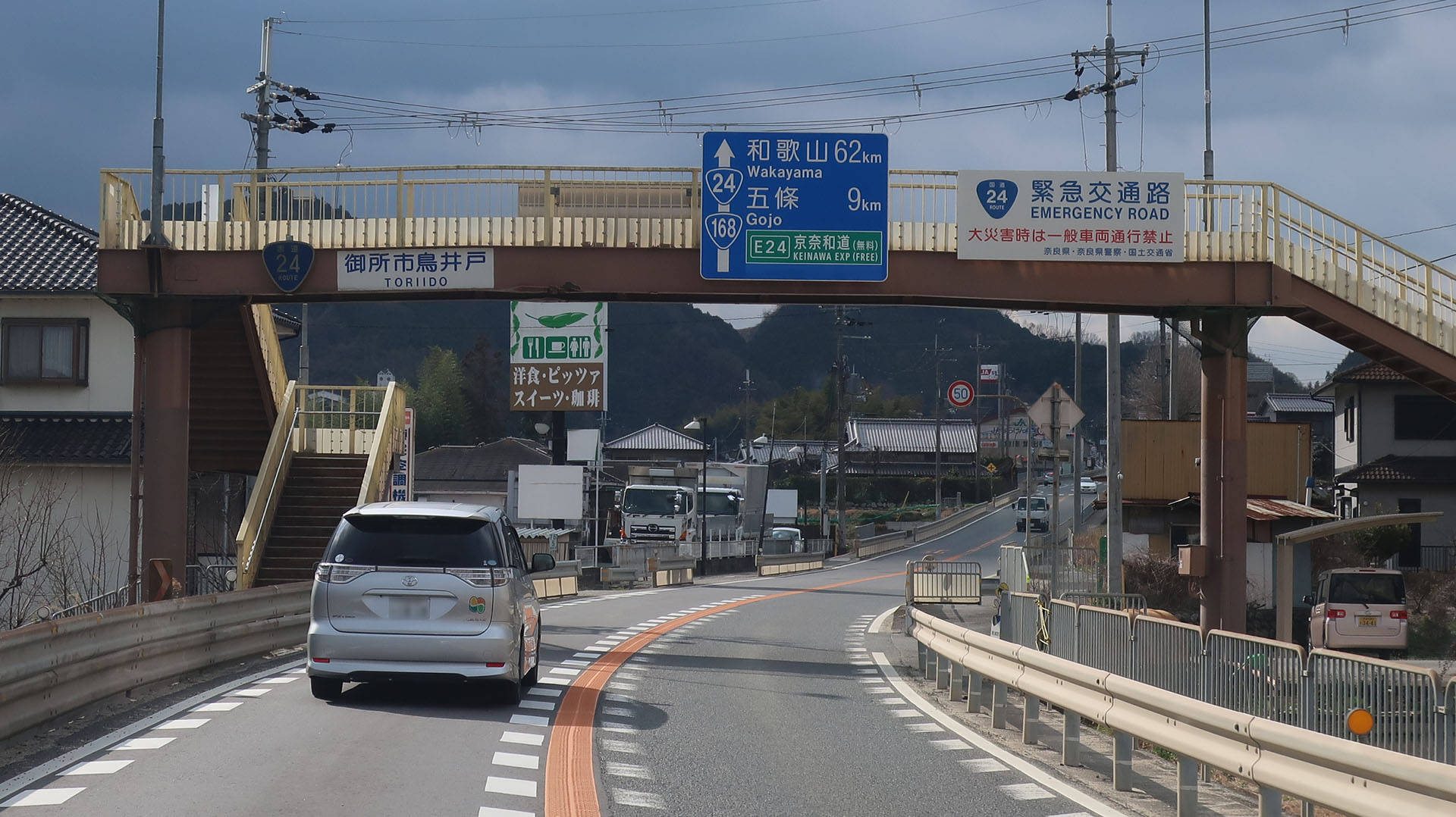
国道168号との重複 奈良県御所市鳥井戸
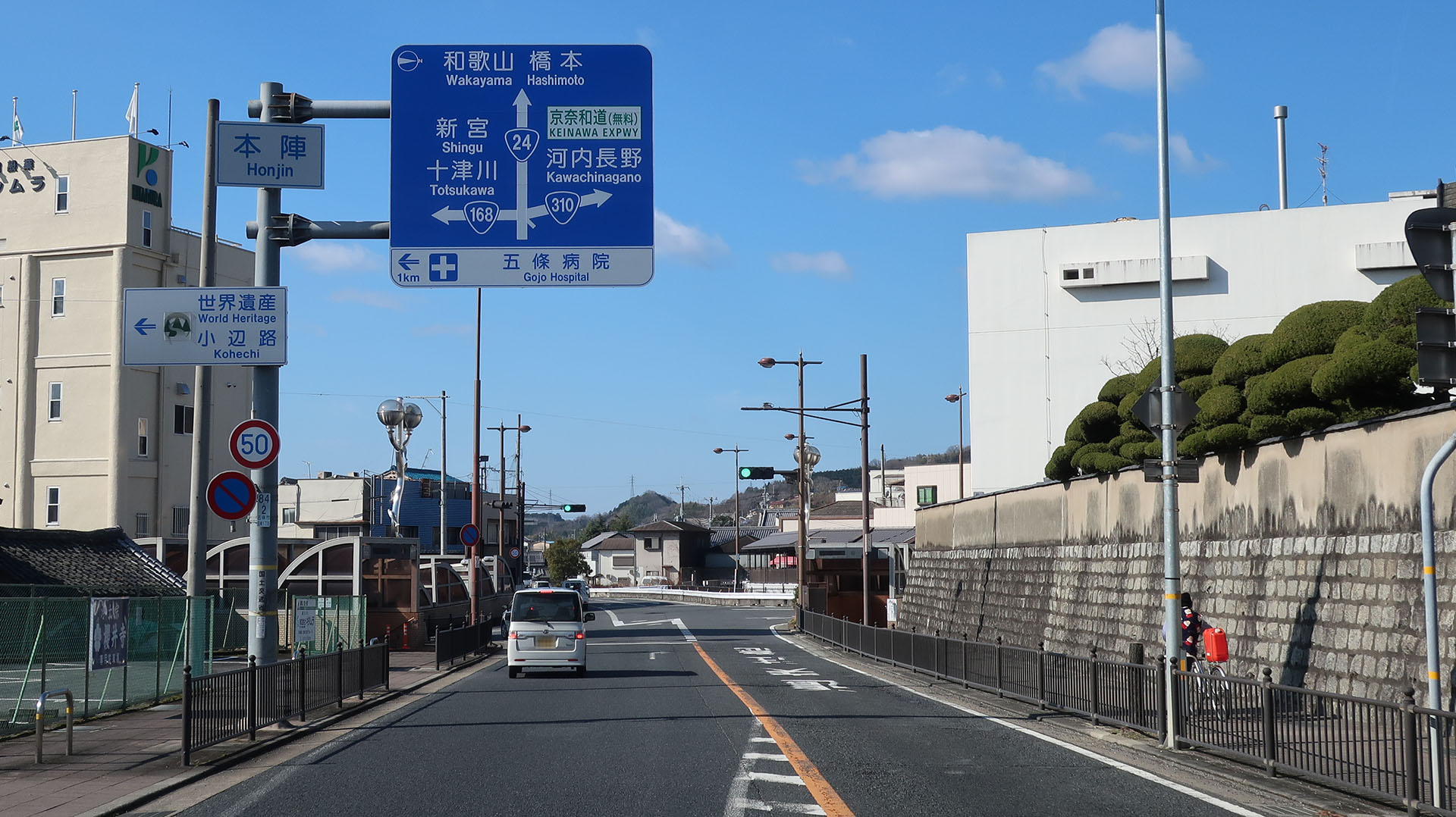
国道168号と 国道310号との分岐 奈良県五條市須恵
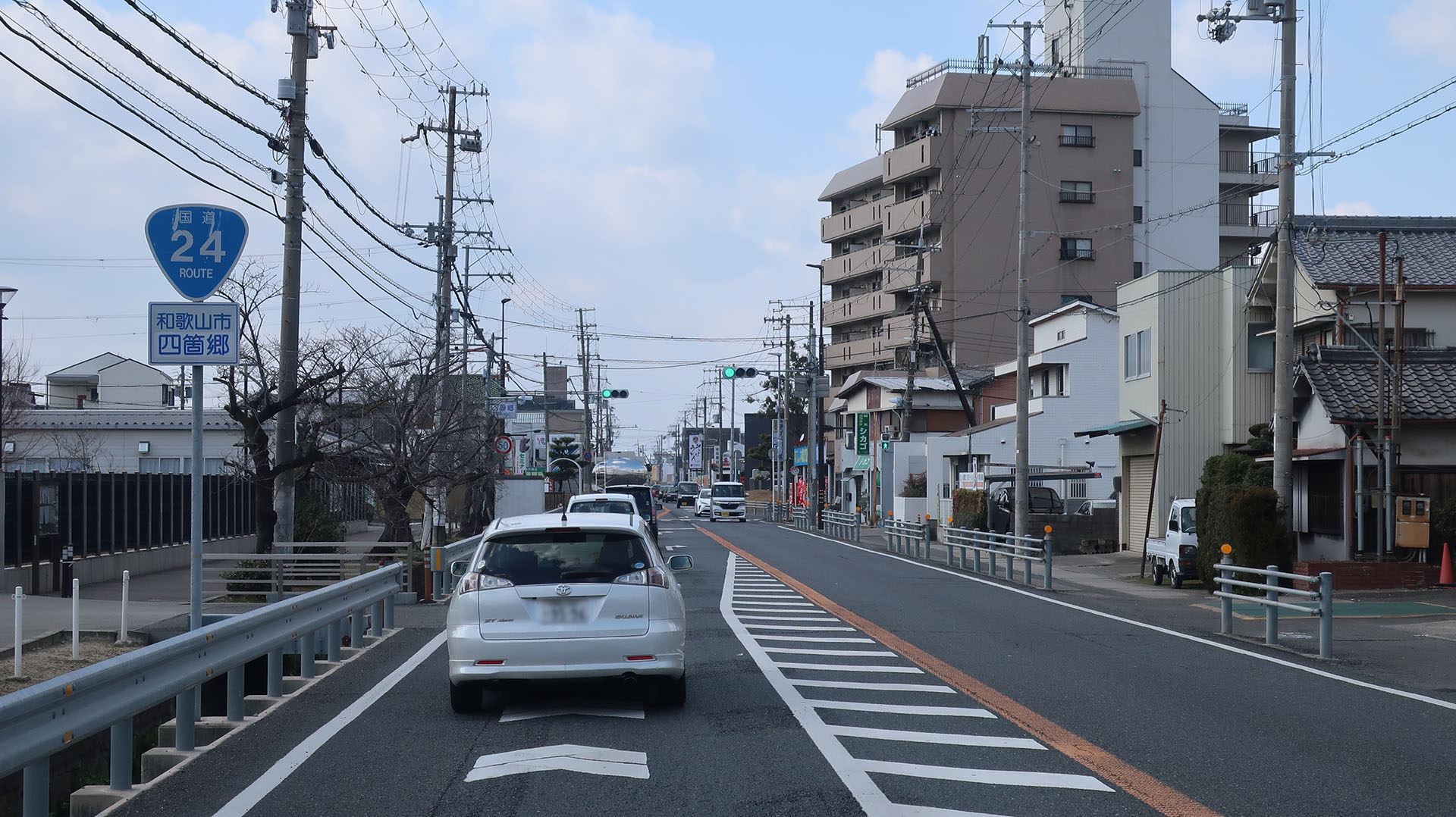
和歌山県和歌山市新在家
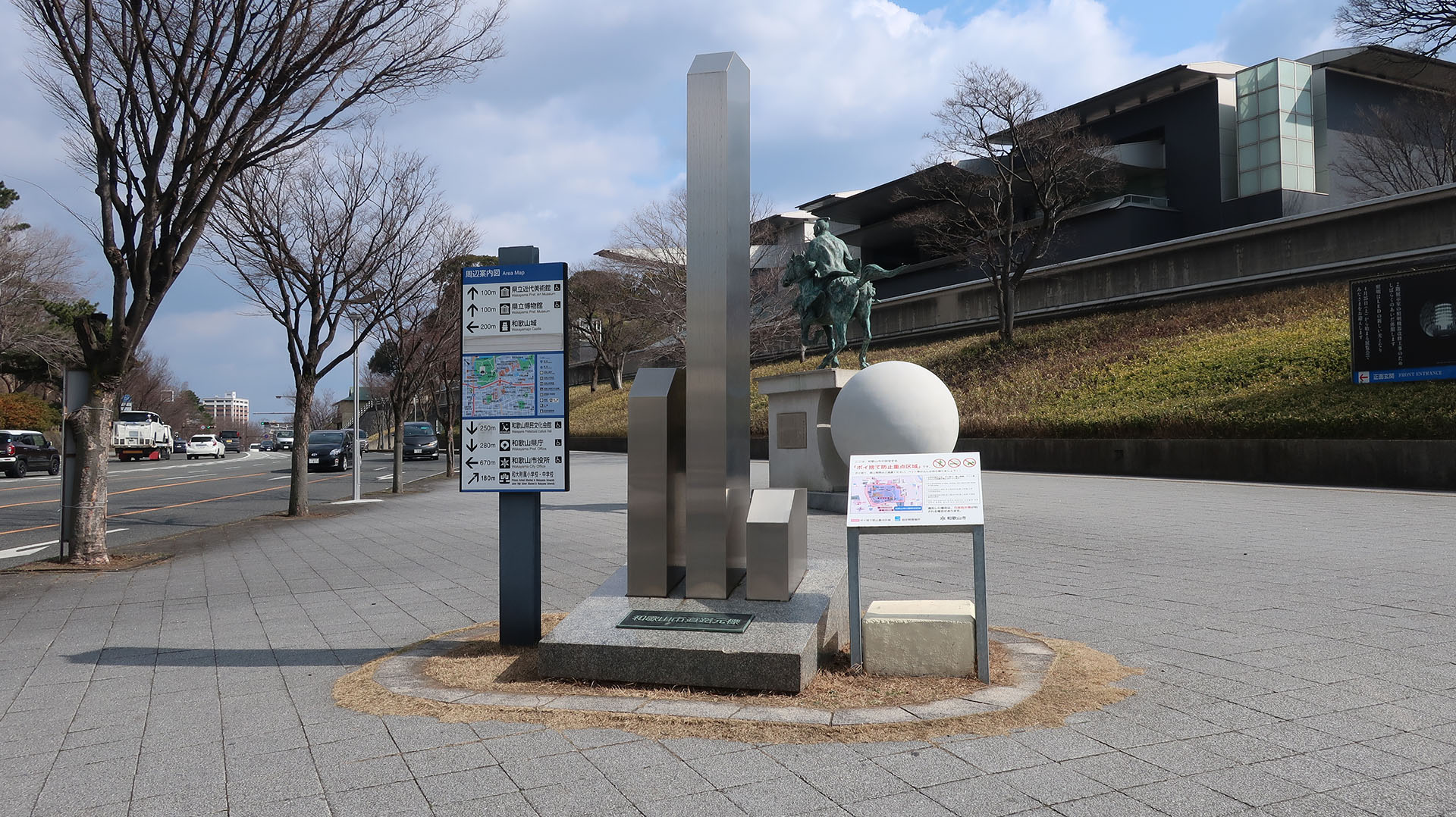
終点、県庁前交差点 和歌山市道路元標 和歌山県和歌山市